# Euphyia discomelaina
Euphyia discomelaina là một loài bướm đêm trong họ Geometridae.